# Двери его лица, фонари его губ
«Двери лица его, пламенники пасти его» (англ. «The Doors of His Face, The Lamps of His Mouth, and Other Stories») — сборник рассказов и повестей американского писателя-фантаста Роджера Желязны.
Название представляет собой цитату из библейской Книги Иова с описанием левиафана, поэтому существуют вариации перевода названия сборника и заглавного рассказа на русском языке: «Врата его па́сти, зубов его блеск»; «Двери его лица, лампы его па́сти»; «Двери лица его, пламенники па́сти его».

… Кто может отворить двери лица его? Круг зубов его — ужас;
 <…> 
 из пасти его выходят пламенники, выскакивают огненные искры…
— Иов. 41
Заглавный рассказ повествует о спортсмене-экстремале, и о том как он ловит морского монстра (левиафана) в океанах Венеры.
Впервые сборник был издан в США в 1971 году в твёрдом переплёте и включал пятнадцать произведений:
- «Двери его лица, фонари его губ» (написан в 1965)
- «Ключи к декабрю» (англ. «The Keys to December») (написан в 1966)
- «Автомобиль-дьявол» (англ. «Devil Car») (написан в 1965). Другие названия перевода «Машина-дьявол», «Автодьявол».
- «Роза для Экклезиаста» (англ. «A Rose for Ecclesiastes») (написан в 1963) — номинация на премию Хьюго 1964 года за лучший короткий рассказ.
- «Девушка и чудовище» (англ. «The Monster and the Maiden») (написан в 1964)
- «Страсть коллекционера» (англ. «Collector's Fever») (написан в 1964)
- «Вершина» (англ. «This Mortal Mountain») (написан в 1964)
- «Момент бури» (англ. «This Moment of the Storm») (написан в 1966)
- «Великие неторопливые короли» (англ. «The Great Slow Kings») (написан в 1963)
- «Музейный экспонат» (англ. «A Museum Piece») (написан в 1963)
- «Божественное безумие» (англ. «Divine Madness») (написан в 1966)
- «Коррида» (англ. «Corrida») (написан в 1968)
- «Любовь - мнимая величина» (англ. «Love Is An Imaginary Number») (написан в 1966)
- «Человек, который любил файоли» (англ. «The Man Who Loved the Faioli») (написан в 1967)
- «Люцифер» (англ. «Lucifer») (написан в 1964).

В последующих изданиях были добавлены ещё два рассказа:
- «Фурии» (англ. «The Furies») (написан в 1965).
- «Кладбище слонов» (англ. «The Graveyard Heart») (написан в 1964).

Во многих странах была выпущена именно расширенная версия, порой под иными названиями, например, в Польше был издан под названием «Róża dla Eklezjastesa» («Роза для Экклезиаста»).